# Minamiaizu (Fukushima)
Minamiaizu (南会津町 Minamiaizu-machi?) es un pueblo localizado en la prefectura de Fukushima, Japón. En junio de 2019 tenía una población de 14.816 habitantes y una densidad de población de 16,7 personas por km². Su área total es de 886,47 km².

## Geografía

### Municipios circundantes
- Prefectura de Fukushima
  - Shimogō
  - Hinoemata
  - Tadami
  - Shōwa
- Prefectura de Tochigi
  - Nasushiobara
  - Nikkō

## Demografía
Según datos del censo japonés, la población de Minamiaizu ha disminuido en los últimos años.
| Año del censo | Población |
| ------------- | --------- |
| 1995          | 22.059    |
| 2000          | 21.095    |
| 2005          | 19.870    |
| 2010          | 17.864    |
| 2015          | 16.264    |